# Tigres Voadores

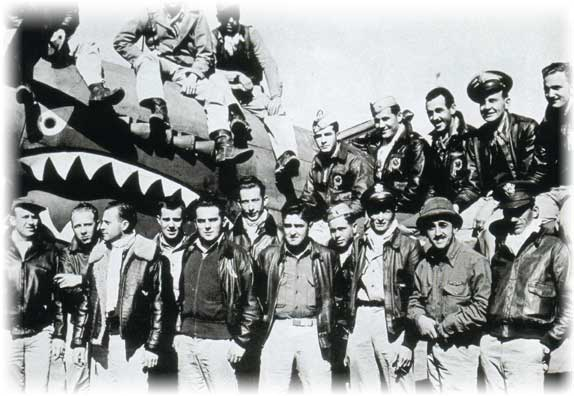
Os Flying Tigers.

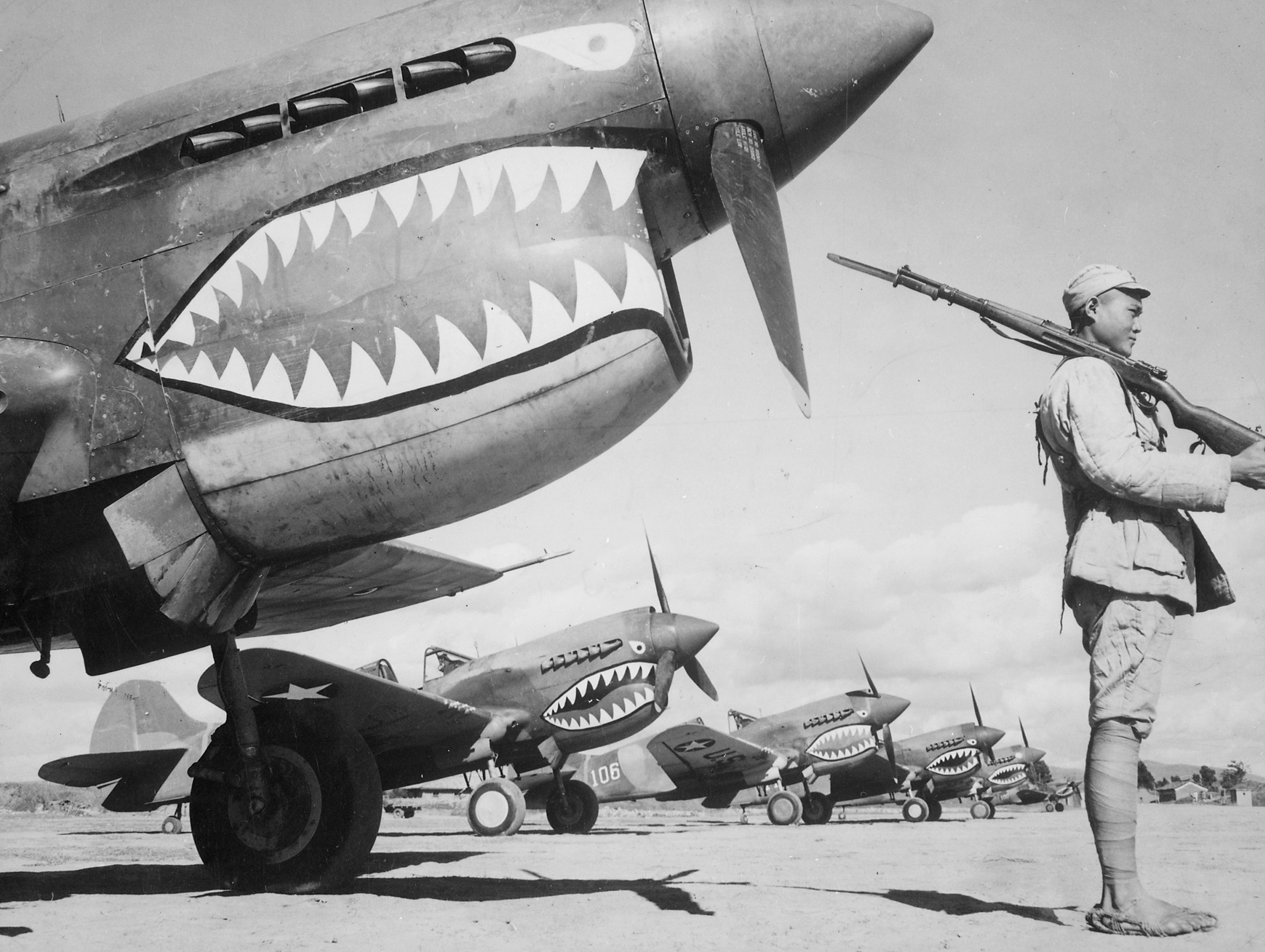
Os Tigres Voadores em base aérea chinesa

Tigres Voadores (inglês: Flying Tigers) era o apelido do 1º Grupo Voluntário Americano (AVG), um grupo de pilotos da força aérea, da marinha e do corpo de fuzileiros navais (marines) dos Estados Unidos, recrutados através de uma sanção presidencial secreta do Presidente Franklin Roosevelt, que formaram um grupo de esquadrões de caças de combate  treinados na China, e usados para proteger as linhas vitais de abastecimento chinesas pelas estradas da Birmânia, durante a Segunda Guerra Sino-Japonesa, nos anos anteriores e após a entrada dos EUA na Segunda Guerra Mundial. Seus esquadrões aéreos se tornaram mundialmente conhecidos e populares pela boca de tubarão, extraída da ideia alemã para os Messerschmitt Bf-110, e esta pintada na fuselagem dos caças P-40 que os formavam.

## Origens

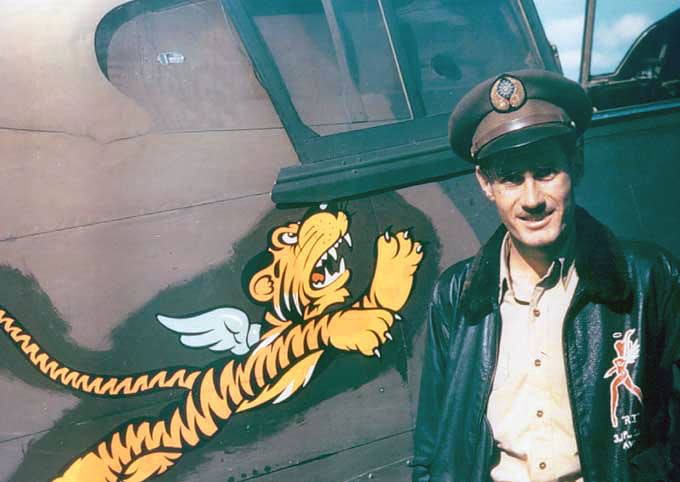
Piloto ao lado da insígnia do 'Tigre Voador', criado pelos Estúdios Walt Disney, que identificava a unidade de combate aéreo.

A criação do AVG foi obra de uma capitão aposentado da aviação do exército norte-americano, Claire Chennault, que se tornou conselheiro militar do Generalíssimo Chiang Kai-shek, primeiro presidente da República da China, na guerra travada desde os anos 30 entre chineses e japoneses em território chinês.
Devido à baixa qualidade dos caças fornecidos à China pela União Soviética, os resultados da aviação chinesa na luta aérea contra os japoneses ficava muito abaixo do esperado e quando os soviéticos retiraram seu apoio aéreo em 1940, Chiang pediu a seu conselheiro que conseguisse junto ao governo norte-americano o fornecimento de esquadrões de combate para substituir os aviões soviéticos e a permissão para que pilotos americanos fossem recrutados para pilotá-los, devido à escassez de pilotos chineses treinados para combate aéreo.

## Desenvolvimento
Como os Estados Unidos não estavam em guerra, essa operação deveria ser feita de forma clandestina para não comprometer os americanos com os aliados do Eixo, mas mesmo assim ela teve a aprovação do Presidente Roosevelt. Os pilotos recrutados deram baixa das forças armadas americanas para pilotar e lutar como mercenários contratados pela Força Aérea da República da China. Oficialmente, eram contratados de uma empresa privada americana, que os empregou como “instrutores de treinamento” com um salário de U$600, quase três vezes mais que o soldo normal de um oficial americano da Força Aérea dos Estados Unidos na época, e um adicional, prometido pelos chineses, de U$500 por cada avião inimigo derrubado.

## Ações

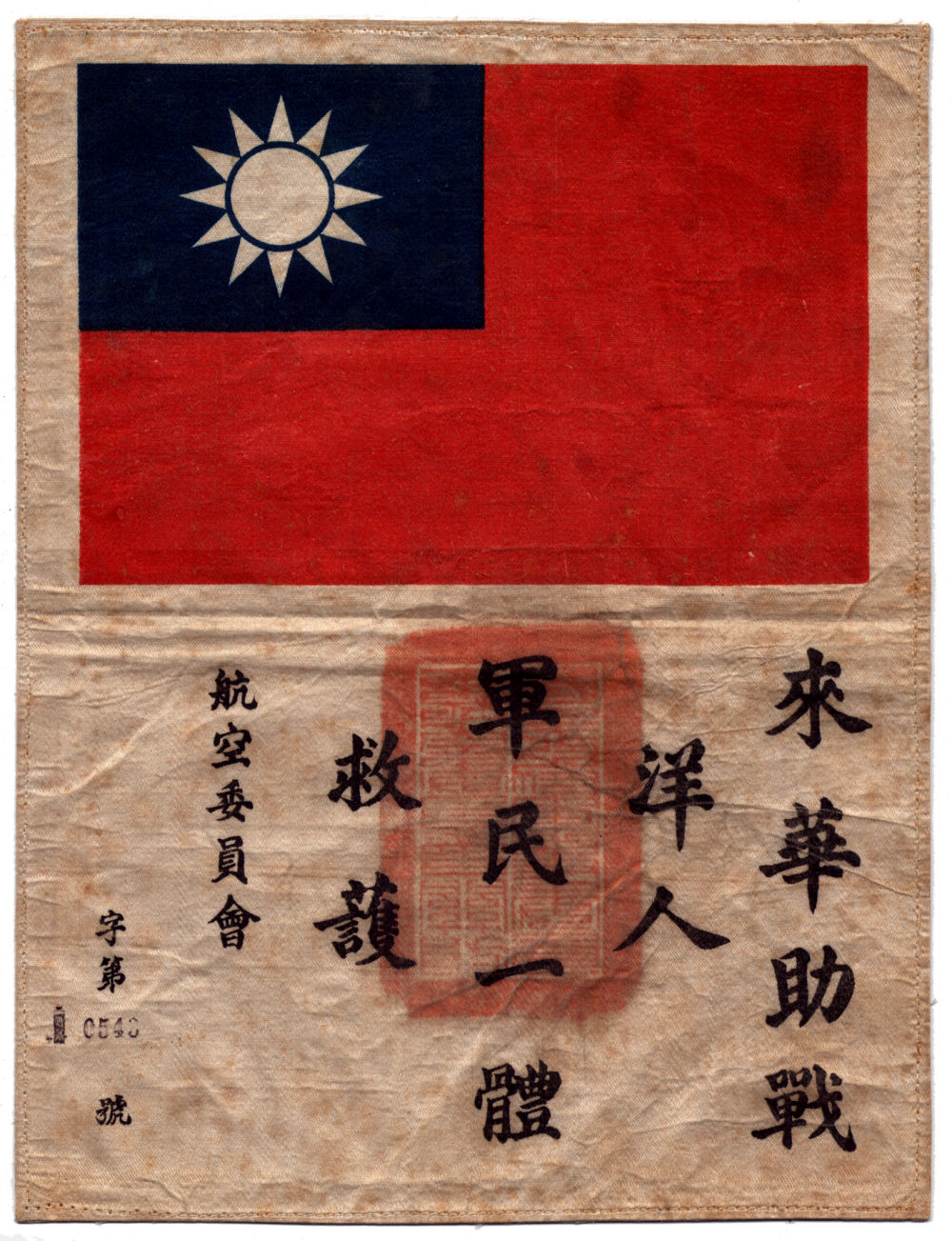
Identificação carregada pelos Tigres Voadores durante suas missões aéreas. Em chinês está escrito: "Este estrangeiro veio à China para ajudar nosso esforço de guerra. Todos os soldados e civis devem ajudá-lo, protegê-lo e lhe providenciar cuidados médicos se necessário"

Divididos em três esquadrões de caça, dois deles baseados na China e o outro nas proximidades de Rangum, sua principal missão era proteger o porto da capital e a vital linha de suprimentos dos exércitos e do povo chinês (a Estrada da Birmânia), que ligava o norte da Birmânia à China central (cujas regiões costeiras ao leste estavam sob ocupação japonesa) por onde eram escoados os suprimentos mais básicos e necessários ao esforço de guerra chinês.
Os Tigres Voadores entraram em combate contra a aviação japonesa em 20 de dezembro de 1941, com um total de 79 aeronaves e 82 pilotos, treze dias após o ataque a Pearl Harbor, que iniciou a Guerra do Pacífico. O sucesso de suas primeiras missões, destruindo mais de trezentas aeronaves inimigas contra a perda de apenas doze defendendo Rangum, a capital birmanesa, dos bombardeiros japoneses, foi uma injeção de moral aos Aliados no período inicial de constantes derrotas para os nipônicos, e deu aos americanos a esperança de que eles poderiam ter sucesso na guerra contra o Japão. As notícias de suas vitórias iniciais, usando táticas revolucionárias de combate aéreo à época, eram as únicas boas novas recebidas numa América sombreada pelas constantes derrotas sofridas por suas tropas no Sudeste Asiático e no Pacífico. Após a queda de Rangum e a ocupação da Birmânia pelo Japão em março de 1942, a base dos Tigres foi transferida para o norte do país e finalmente para o interior da China.